# Dawes (cratère martien)

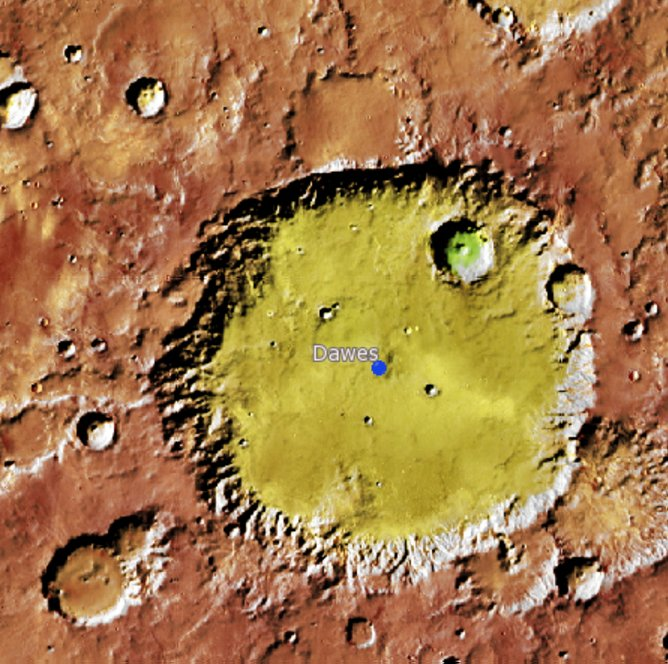
Le cratère martien Dawes

Dawes est un cratère d'impact de 191 km situé sur Mars dans le quadrangle de Sinus Sabaeus par 9,2°S et 38,0° E, dans la région de Terra Sabaea.